# Концентраційні табори в КНДР
Згідно з повідомленнями різних джерел, у Північній Кореї існує мережа концентраційних таборів, в яких перебувають затримані — як кримінальні, так і політичні. Загальна кількість осіб, що перебувають в системі концентраційних таборів КНДР достеменно невідома. За інформацією уряду США та правозахисних організацій, кількість ув'язнених коливається від 150,000 до 200,000 осіб.
Уряд КНДР категорично відкидає такі повідомлення, називаючи їх фабрикацією, підготовленою «південнокорейськими маріонетками» та «правими японськими реакціонерами».
За оцінками Amnesty International, в Північній Кореї в таборах для політв'язнів сидять близько 200 тисяч осіб.

## Особливості найменування
У Північній Кореї табори для кримінальних злочинців називаються Центри перевиховання (кор. 교화소, Кехвасо), а табори для політичних в'язнів — Центри зосередження (кор. 관리소, Кванлісо). Кожен табір має свій номер, проте часто називається не за номером, а за назвою повіту, в якому він розташований.

## Терміни ув'язнення
Політичні в'язні, за винятком ув'язнених «зони революціонізації» табору Йодок, відбувають свій термін довічно, проте можуть бути відпущені на свободу. Серед кримінальних злочинців є особи, засуджені на різні терміни.

## Табори для політв'язнів
| Номер табору | Назва   | Назва корейською | Провінція     |
| ------------ | ------- | ---------------- | ------------- |
| 11           | Кьонсон | 경성             | Хамгьон-Пукто |
| 12           | Онсон   | 온성             | Хамгьон-Пукто |
| 13           | Чонсон  | 종성             | Хамгьон-Пукто |
| 14           | Кечхон  | 개천             | Пхьонан-Намдо |
| 15           | Йодок   | 요덕             | Хамгьон-Намдо |
| 18           | Пукчхан | 북창             | Пхьонан-Намдо |
| 22           | Хверьон | 회령             | Хамгьон-Пукто |
| 26           | Синхо   | 승호리           | Пхеньян       |

## Тортури в таборах
20 серпня 2013 р. в сеульському університеті Йонсей почалися засідання спеціальної Комісії ООН з прав людини в Північній Кореї.
Як свідки виступили перебіжчики, що втекли з північнокорейського «Табору 14» — Сін Тон Хек (Shin Dong-hyuk), Чі Хон А (Jee Heon-a) та Кім Йон Сун (Kim Young-Soon).
Вони засвідчили:
|  | В трудовому таборі містилося близько 20-30 тисяч осіб, які працювали на вугільних шахтах, різних фабриках і в сільському господарстві. Кари, катування і голод — пересічні явища в подібних колоніях. За найменші порушення внутрішнього розпорядку передбачені найжорстокіші покарання. Наприклад, наглядачі відрізали Сін Тон Хеку частину середнього пальця за те, що він зламав швейну машинку. Згідно з північнокорейськими законами, діти, народжені у трудовій колонії, спокутують провину своїх батьків разом з ними, тому на свободу їх не відпускають. Вчителі в табірних школах носять пістолети. Дивитися їм у вічі заборонено. Присутність на уроках у будь-якому стані обов'язкова, тому хворого учня повинні приносити на уроки однокласники. На перервах дітям дозволяється грати в «камінь, ножиці, папір». По суботах школярі звільнялися на один-два уроки раніше, ніж у будні, і їм дозволяється ловити один у одного вошей. За успішне навчання школярів заохочують шматком мила. Мешканці табору їдять суп з підлоги, їдять солоних жаб, змій, ящірок, щурів, звикли благати наглядачів про прощення, зраджувати інших заради їжі. Одного разу Чі Хон А стала свідком того, як одну з ув'язнених змусили вбити її новонароджене немовля. |